# Мейденгед (округ)

Округ Мейденгед на карті графства Беркшир

Беркшир на карті Англії

Мейденгед (англ. Maidenhead) — окружний виборчий округ у графстві Беркшир, представлений у палаті громад парламенту Великої Британії. Від округу обирається один член парламенту за мажоритарною виборчою системою. Нині округ представляє прем'єр-міністр Великої Британії Тереза Мей.